# أوليفيا فوتوبولو
أوليفيا فوتوبولو (اليونانية: Οlectίβια Φωτοπούлου؛ من مواليد 20 ديسمبر 1996) هي رياضية قبرصية في سباقات المضمار والميدان وتتنافس كعداءة سريعة. وهي بطلة وطنية عدة مرات في سباق 100 متر و200 متر. تنافست في دورة الألعاب الأولمبية الصيفية 2024 في باريس لمسافة 200 متر، ووصلت إلى الدور نصف النهائي. كما شاركت في سباق 100 متر ولم تتمكن من الوصول إلى الدور نصف النهائي.
أختها التوأم فيليبا فوتوبولو هي أيضًا رياضية دولية، تتنافس في رياضة القفز الطويل.